# Tadeusz Gabrych
Tadeusz Gabrych (* 27. April 1921 in Łódź; † 21. Juli 1998 ebenda) war ein polnischer Radrennfahrer und nationaler Meister im Radsport.

## Sportliche Laufbahn
Gabrych war im Straßenradsport und im Bahnradsport aktiv. 1949 und 1950 gewann er die nationale Meisterschaft in der Mannschaftsverfolgung. 1949 holte er den Titel im Punktefahren. 1946 wurde er der erste polnische Bergmeister nach dem Zweiten Weltkrieg. 1952 holte Gabrych den nationalen Titel im Mannschaftszeitfahren, 1950, 1951 und 1954 war er jeweils Vizemeister geworden. 1949 hatte er den dritten Platz erreicht. In der Straßenmeisterschaft 1946 war er ebenfalls Dritter geworden.
Zweimal bestritt Gabrych die Internationale Friedensfahrt. 1948 war er auf dem Kurs von Prag nach Warschau ausgeschieden, 1950 kam er auf den 18. Gesamtrang. Seine beste Platzierung in der Polen-Rundfahrt war der 9. Rang 1952.

## Berufliches
Grabych wurde später Trainer im Radsport in seiner Heimatstadt.